# Borki (rejon bereski)
Borki (biał. Боркі, Borki; ros. Борки, Borki) – agromiasteczko na Białorusi, w obwodzie brzeskim, w rejonie bereskim, w sielsowiecie Siehniewicze.

## Historia
Miejscowość wzmiankowana po raz pierwszy w 1716 r. jako należąca do wójtostwa błudeńskiego w starostwie błudeńskim, w powiecie brzeskolitewskim województwa brzeskolitewskiego. 
W XIX w. Borki znajdowały się w powiecie prużańskim guberni grodzieńskiej, w gminie Czerniakowo. 
W okresie międzywojennym miejscowość należała kolejno do gmin Czerniaków, Rewiatycze i Siechniewicze  w powiecie prużańskim województwa poleskiego II Rzeczypospolitej. 
Po agresji sowieckiej (1939 r.) wieś włączono do BSRR. 
Od 12 października 1940 r. wieś należała do sielsowietu Pieszki, przemianowanego 16 lipca 1954 r. na sielsowiet Borki. Od 17 września 2013 r. miejscowość należy do sielsowietu Siehniewicze.